# Rådet för sysselsättning, socialpolitik, hälso- och sjukvård samt konsumentfrågor
Rådet för sysselsättning, socialpolitik, hälso- och sjukvård samt konsumentfrågor (engelska: Employment, Social Policy, Health and Consumer Affairs Council, EPSCO), även känt som sysselsättningsrådet, socialpolitikrådet, hälso- och sjukvårdsrådet eller konsumentrådet och formellt rådet (sysselsättning, socialpolitik, hälso- och sjukvård samt konsumentfrågor), är en av konstellationerna inom Europeiska unionens råd med ansvar för att lagstifta och fatta andra beslut som rör unionens sysselsättnings- och socialpolitik, hälso- och sjukvårdspolitik samt konsument- och jämställdhetspolitik. Det sammanträder ungefär fyra gånger om året och består vanligtvis av medlemsstaternas arbetsmarknads-, socialförsäkrings-, social-, hälso-, konsument- eller jämställdhetsministrar. Europeiska kommissionen företräds av olika kommissionsledamöter beroende på vilken sakfråga som diskuteras.
Ordförande är den rådsmedlem som företräder ordförandelandet.
Konstellationen lagstiftar normalt i enlighet med det ordinarie lagstiftningsförfarandet. Arbetet inom rådet för sysselsättning, socialpolitik, hälso- och sjukvård samt konsumentfrågor bereds av Ständiga representanternas kommitté (Coreper).